# Edward Walker (matemático)
Edward Walker FRS (Gestingthorpe, Essex, 1820 – Shepherd's Bush, 2 de março de 1893) foi um matemático e físico inglês.
Graduou-se no Trinity College (Cambridge) com um bacharelado (8th Wrangler) em 1844 e um M.A. em 1847. No Trinity College foi fellow em 1845 e tutor assistente em 1846-1847. Recebeu o Prêmio Adams em 1865 e foi eleito membro da Royal Society (FRS) em 3 de junho de 1869. Foi chamado para o tribunal do Inner Temple em 17 de novembro de 1868.
Em 30 de setembro de 1847 casou com Anne Whinfield na St. James's Church, Norlands, Bayswater.